# Gambusia georgei
Gambusia georgei és un peix de la família dels pecílids i de l'ordre dels ciprinodontiformes.

## Distribució geogràfica
Es troba a Nord-amèrica: Texas (Estats Units).